# Clinodiplosis socialis
Clinodiplosis socialis är en tvåvingeart som först beskrevs av Johannes Winnertz 1853.  Clinodiplosis socialis ingår i släktet Clinodiplosis och familjen gallmyggor.
Artens utbredningsområde är Tyskland. Inga underarter finns listade i Catalogue of Life.